# Thairé
Thairé is een gemeente in het Franse departement Charente-Maritime (regio Nouvelle-Aquitaine). De plaats maakt deel uit van het arrondissement Rochefort. Thairé telde op 1 januari 2022 1.874 inwoners.

## Geografie
De oppervlakte van Thairé bedroeg op 1 januari 2022 18,74 vierkante kilometer; de bevolkingsdichtheid was toen 100 inwoners per km².
De onderstaande kaart toont de ligging van Thairé met de belangrijkste infrastructuur en aangrenzende gemeenten.

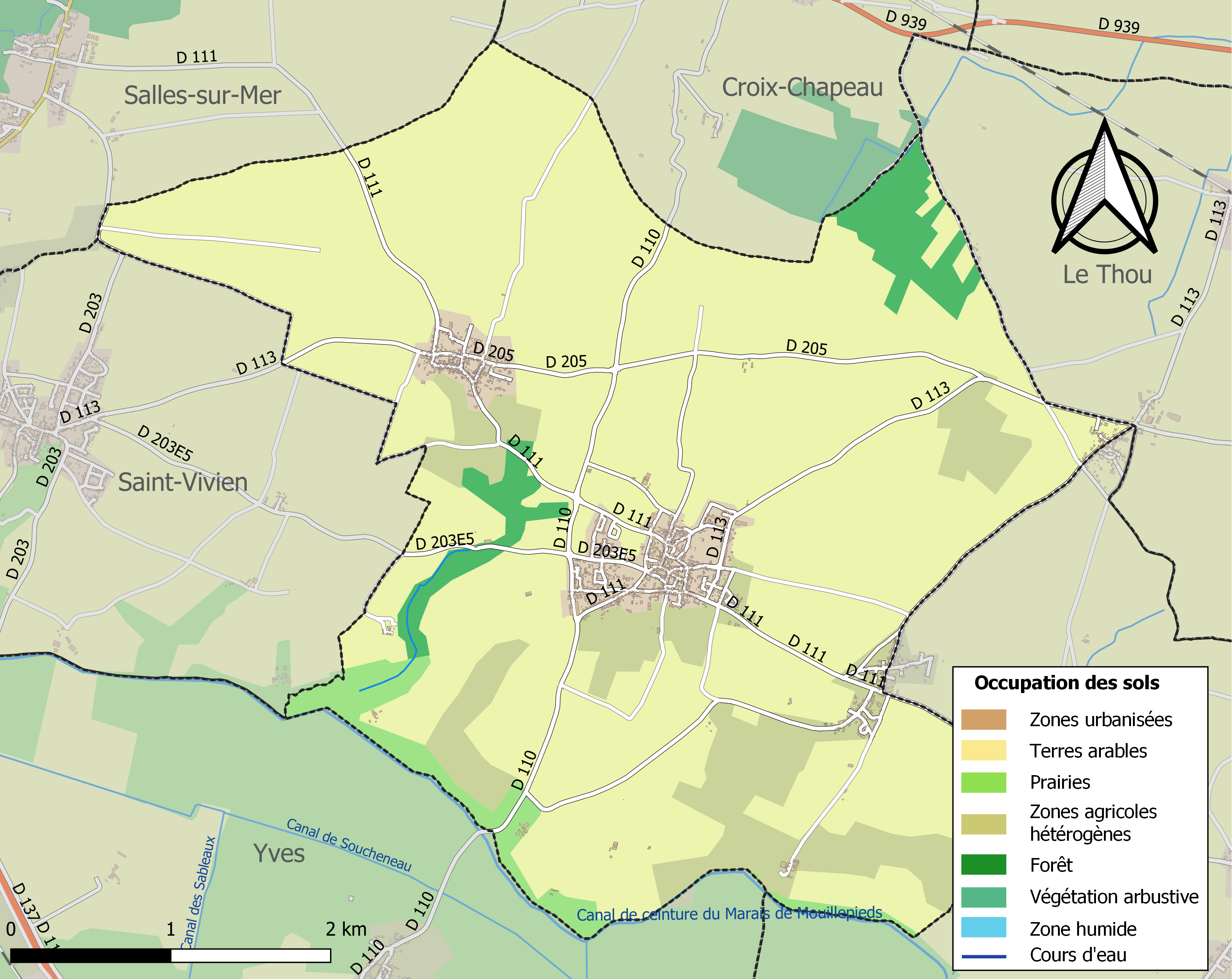

## Demografie
Onderstaande figuur toont het verloop van het inwonertal (bron: INSEE-tellingen).